# Magnús Pálsson (Wasserballspieler)
Magnús Bergmann Pálsson (* 19. November 1912 in Reykjavík; † 6. August 1990 ebendort) war ein isländischer Wasserballspieler.

## Karriere
Magnús nahm mit der isländischen Nationalmannschaft und seinen Teamkollegen Jón Jónsson, Jón Ingi Guðmundsson, Jónas Halldórsson, Stefán Jónsson, Úlfar Þórðarson, Þorsteinn Hjálmarsson und Þórður Guðmundsson am olympischen Wasserballturnier 1936 in Berlin teil. Das Team, das im havelländischen Nauen trainiert hatte, unterlag in der Vorrunde den Mannschaften aus der Schweiz (1:7), Schweden (0:11) und Österreich (0:6). Nach diesen Ergebnissen belegte die Mannschaft den geteilten 13. Platz unter 16 Teilnehmern. Auch nach seiner aktiven Karriere blieb der Isländer dem Schwimmsport treu.
Magnús arbeitete als selbstständiger Glasschleifer und Spiegler, in den 1950er Jahren am Flughafen Reykjavík. Er war seit 1937 verheiratet mit Ragnheiður Þyri Nikulásdóttir und hatte sechs Kinder (Ragna Þyri, Svanhildur, Guðný Edda, Nikulás Friðrik, Anna Stefanía und Stefán). Der Isländer verstarb nach langer schwerer Krankheit im Alter von 77 Jahren.